# Міжнародне космічне право
Міжнародне космічне право — підгалузь міжнародного публічного права, сукупність міжнародно-правових принципів та норм, які встановлюють режим космічного простору та небесних тіл і регулюють відносини між державами, міжнародними організаціями і комерційними фірмами у зв'язку з дослідженнями і використанням космосу.